# アビヤ
アビヤ（ヘブライ語: אביה, Abijah, Aviya）は、旧約聖書に記された女性である。名はアビ(Abi) とも。
「私の父はヤハウェ」という意味。
ゼカリヤ（エベレクヤの子ゼカリヤか）の娘で、ユダ王国第12代王アハズの妻で、第13代王ヒゼキヤの母。
一説に、イザヤ書でインマヌエルを処女懐胎した女性と同一人物である。